# Liste der Monuments historiques in Boulogne-sur-Gesse
Die Liste der Monuments historiques in Boulogne-sur-Gesse führt die Monuments historiques in der französischen Gemeinde Boulogne-sur-Gesse auf.

## Liste der Bauwerke
| Bezeichnung                   | Beschreibung                     | Standort                  | Kennzeichnung | Schutzstatus | Datum | Bild           |
| ----------------------------- | -------------------------------- | ------------------------- | ------------- | ------------ | ----- | -------------- |
| Kirche Ste-Marie              | Erbaut im 14. Jahrhundert        | Place de la Mairie (Lage) | PA00094294    | Inscrit      | 1950  | weitere Bilder |
| Markthalle und Hôtel de ville | Erbaut Ende des 19. Jahrhunderts | Place de la Mairie (Lage) | PA31000063    | Inscrit      | 2004  | weitere Bilder |

## Liste der Objekte

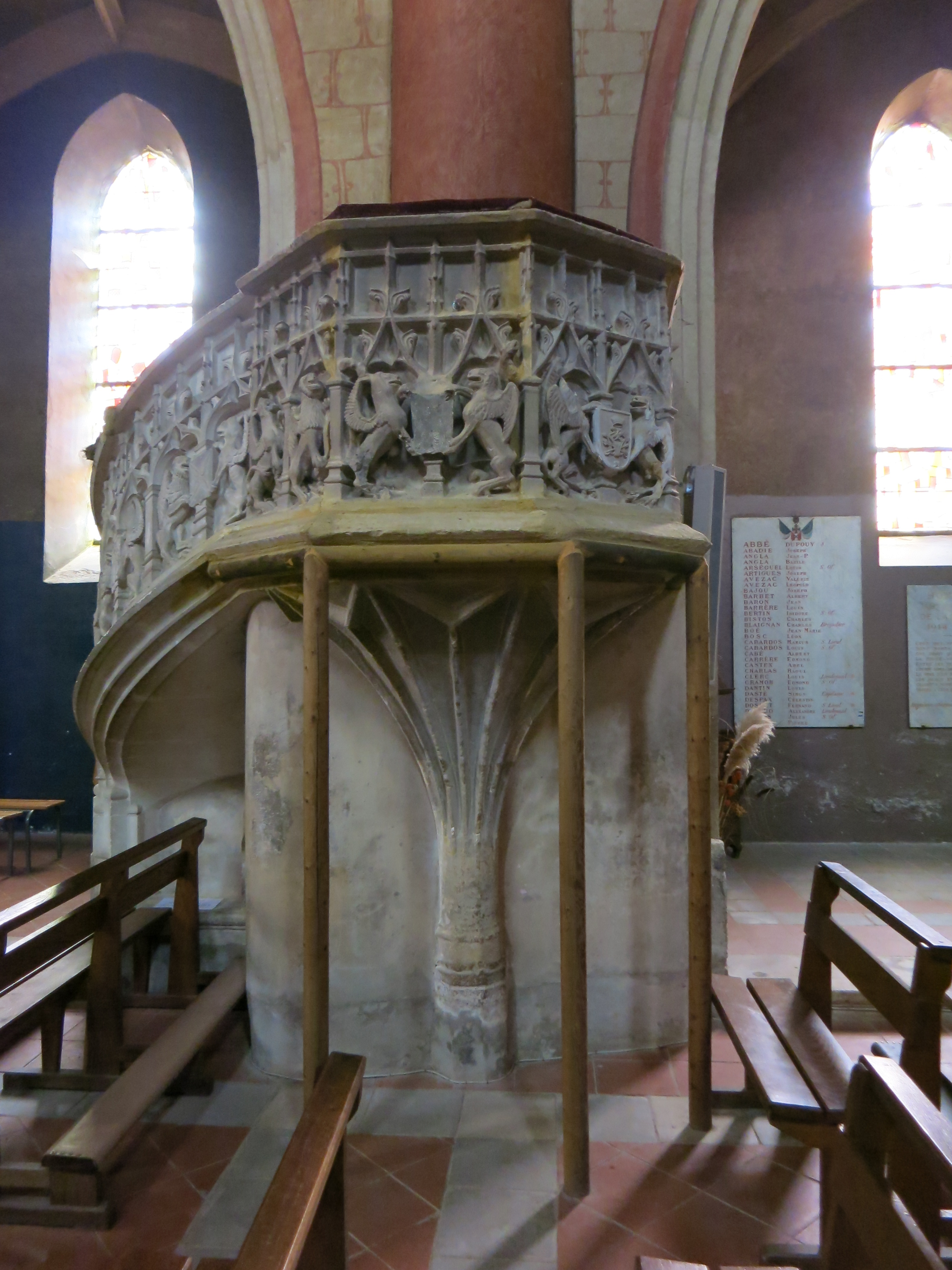
Kanzel aus dem 16. Jahrhundert in Boulogne-sur-Gesse

- Monuments historiques (Objekte) in Boulogne-sur-Gesse in der Base Palissy des französischen Kultusministeriums

Siehe auch: Kanzel (Boulogne-sur-Gesse)